# آب‌انبار آقا
آب‌انبار آقا از آب‌انبارهای بزرگ شهرستان لار از توابع استان فارس در جنوب کشور ایران است که در محله پیرغیب شهر قدیم لار و در جهت جنوب شرقی بقعه میر علی‌بن حسین شهریار قرار گرفته‌است. تاریخ ساخت این بنا مربوط به دوره صفویه است. این آب‌انبار ساختمانی است دایره‌ای شکل با سقف مخروطی و مخزن آبی به عمق تقریبی ۱۴ متر که در زیر سطح زمین ساخته شده و مصالح به کار رفته در آن سنگ با ملات گچ و ساروج است و یک دهانه ورودی بنا توسط چند پلکان به محوطه پاشیر ارتباط می‌یابد. براساس سنگ نوشته موجود در آب‌انبار، این بنا در سال ۱۳۶۶ توسط صداقت و با معماری مهدی، مورد مرمت واقع شده‌است. در تاریخ ۶/۱۰/۱۳۵۵ این آب‌انبار با شماره ۱۳۲۵ در فهرست آثار ملی ایران به ثبت رسیده‌است.